# 私立恵比寿中学のマネ部!
『私立恵比寿中学のマネ部！』（しりつえびすちゅうがく の まねぶ）はラジオNIKKEI第1で月曜日18時45分から放送されている教養番組。アイドルグループ私立恵比寿中学のメンバーが週替わりでお金について「学び・考え」・知識をつける番組である。東京証券取引所提供。

## 概要
2022年4月からの成人年齢の18歳への引き下げや、高校の家庭科での資産運用の授業スタートなど、10代でもマネー・投資に関する知識が必要になる時代にスタートした教養番組。
放送終了後にはradikoタイムフリー（1週間以内）、ポッドキャストで聴くことができる。
2023年4月から動画配信サービスParavi（現 U-NEXT）で配信を開始した。
2023年春、「私立恵比寿中学のマネ部！」の課外授業として動画「私立恵比寿中学のマネ部！」入部テスト in 東証（全8回）がJPXマネ部！ラボのサイトで公開された。小久保柚乃・桜井えま・仲村悠菜の3人が東京証券取引所を見学して「マネ部！入部テスト」に挑戦した。

## 放送内容
小目次: 2021年 - 2022年 - 2023年 - 2024年 - 2025年
| #  | 放送日          | 「テーマ」・ゲスト・出演者・備考                                                                                             |
| -- | --------------- | --- |
| 1  | 2021年 10月18日 | 「投資教育」 お金に詳しいオジさん1号（東京証券取引所金融リテラシーサポート部課長 森元憲介） 真山りか、風見和香               |
| 2  | 10月25日        | 「お金を増やす方法」 お金に詳しいオジさん1号（東京証券取引所金融リテラシーサポート部課長 森元憲介） 真山りか、風見和香       |
| 3  | 11月01日        | 「お金がある人になるためのコツ」 中山莉子、小久保柚乃                                                                        |
| 4  | 11月08日        | 「お小遣いを増やすコツ」 中山莉子、小久保柚乃                                                                                |
| 5  | 11月15日        | 「お金を扱う会社のいろいろ」 小林歌穂、桜木心菜                                                                              |
| 6  | 11月22日        | 「証券会社ってどんな会社？」 お金に詳しいお姉さん1号（日本証券業協会 岸佐永子） 小林歌穂、桜木心菜                           |
| 7  | 11月29日        | 「会社は株でできている！」 お金に詳しいオジさん1号（東京証券取引所金融リテラシーサポート部課長 森元憲介） 星名美怜、風見和香 |
| 8  | 12月06日        | 「株でお金を増やす方法」 お金に詳しいお姉さん2号（藍澤證券アイザワ投資大学 梅木可南子） 星名美怜、風見和香                   |
| 9  | 12月13日        | 「今までの復習」 真山りか、桜木心菜                                                                                          |
| 10 | 12月20日        | 「人生やりなおし体験」 お金に詳しいオジさん2号（東京証券取引所金融リテラシーサポート部課長 斎藤史貴） 真山りか、桜木心菜     |
| 11 | 12月27日        | 「今年のお金にまつわるニュースを振り返ってみた」 星名美怜、風見和香                                                          |

| #  | 放送日          | 「テーマ」・ゲスト・出演者・備考 |
| -- | --------------- | --- |
| 12 | 2022年 01月03日 | 「お年玉で始められる投資」 お金に詳しいオジさん3号（東京証券取引所上場部上場企業サービスグループ調査役 猪瀬登志夫） 星名美怜、風見和香                                         |
| 13 | 01月10日        | 「海外と日本の金融教育の差」 星名美怜、風見和香 |
| 14 | 01月17日        | 「言葉をちゃんと正しく使おう！」 安本彩花、桜木心菜 |
| 15 | 01月24日        | 「社会は会社で作られている！」 安本彩花、桜木心菜 |
| 16 | 01月31日        | 「なんで上場するの？」 お金に詳しいオジさん1号（東京証券取引所金融リテラシーサポート部課長 森元憲介） 真山りか、風見和香                                                       |
| 17 | 02月07日        | 「上場企業のクラス替え」 お金に詳しいオジさん1号（東京証券取引所金融リテラシーサポート部課長 森元憲介） 真山りか、風見和香                                                     |
| 18 | 02月14日        | 「推しを探そう！」 中山莉子、風見和香 |
| 19 | 02月21日        | 「推しを応援しよう！」 中山莉子、風見和香 |
| 20 | 02月28日        | 「投資界のすごい人」 星名美怜、小久保柚乃 |
| 21 | 03月07日        | 「権利確定と株主優待」 星名美怜、小久保柚乃 |
| 22 | 03月14日        | 「株で儲けたいエモーション〜実践編」 安本彩花、桜木心菜 |
| 23 | 03月21日        | 「株で儲けたいエモーション〜数学編」 安本彩花、桜木心菜 |
| 24 | 03月28日        | 「"寸劇特集"」 星名美怜 |
| 25 | 04月04日        | 「大人って何？」 星名美怜、小久保柚乃 |
| 26 | 04月11日        | 「テスト100点大作戦！」 星名美怜、小久保柚乃 |
| 27 | 04月18日        | 「投資教育ってなに？」 柏木ひなた、小久保柚乃 |
| 28 | 04月25日        | 「投資っていつまですればいいの？」 星名美怜、風見和香 |
| 29 | 05月02日        | 「“マネ部！ラボ”始動！」 小林歌穂、桜木心菜 |
|    | 05月05日        | 私立恵比寿中学のマネ部！復習！ 2時間のダイジェスト特別番組 |
| 30 | 05月09日        | 「どんな勉強から始めればいいの？」 お金に詳しいお姉さん3号（東京証券取引所金融リテラシーサポート部企画統括役 菊地晶子） 小林歌穂、桜木心菜                                     |
| 31 | 05月16日        | 「株式ってなに？（復習編）」 真山りか、風見和香 |
| 32 | 05月23日        | 「チャートってどうやってみるの？」 真山りか、風見和香 |
| 33 | 05月30日        | 「チャートから何がわかるの？」 柏木ひなた、風見和香 |
| 34 | 06月06日        | 「投資信託ってどんな仕組み？」 柏木ひなた、風見和香 |
| 35 | 06月13日        | 「NISAって、どんな仕組み？」 真山りか、小久保柚乃 |
| 36 | 06月20日        | 「デモトレードをやってみよう！」 お金に詳しいオジサン4号（グリーンモンスター株式会社広報室長 臼田琢美） 真山りか、小久保柚乃                                                   |
| 37 | 06月27日        | 「"貯める"より"投資"したほうがいいの？」 星名美怜、桜木心菜 |
| 38 | 07月04日        | 「ポイント運用ってなに？」 星名美怜、桜木心菜 |
| 39 | 07月11日        | 「忙しい人におすすめの投資ってなに？」 中山莉子、風見和香 |
| 40 | 07月18日        | 「お金が貯まる人の習慣って？」 中山莉子、風見和香 |
| 41 | 07月25日        | 「転校後、やりたいことをマネ部が応援！」 柏木ひなた、小久保柚乃 |
| 42 | 08月01日        | 「ライフプランシミュレーターを使ってみよう！」 柏木ひなた、小久保柚乃 |
| 43 | 08月08日        | 「マネ部夏期講習！全3回でしっかり学んじゃおう！エビ中と投資にトライ！1日目」 お金に詳しいオジさん1号（東京証券取引所金融リテラシーサポート部課長 森元憲介） 星名美怜、風見和香 |
| 44 | 08月15日        | 「マネ部夏期講習！全3回でしっかり学んじゃおう！エビ中と投資にトライ！2日目」 お金に詳しいオジさん1号（東京証券取引所金融リテラシーサポート部課長 森元憲介） 星名美怜、風見和香 |
| 45 | 08月22日        | 「マネ部夏期講習！全3回でしっかり学んじゃおう！エビ中と投資にトライ！3日目」 お金に詳しいオジさん1号（東京証券取引所金融リテラシーサポート部課長 森元憲介） 星名美怜、風見和香 |
| 46 | 08月29日        | 「IRってなに？」 真山りか、桜木心菜 |
| 47 | 09月05日        | 「IRを100倍楽しむ方法」 真山りか、桜木心菜 |
| 48 | 09月12日        | 「IRから未来を予想しよう！」 真山りか、桜木心菜 |
| 49 | 09月19日        | 「iDeCoってなに？」 中山莉子、小久保柚乃 |
| 50 | 09月26日        | 「投資用語を学ぼう！」 中山莉子、小久保柚乃 |
| 51 | 10月03日        | 「インフレ・デフレってなに？」 桜木心菜、小久保柚乃 |
| 52 | 10月10日        | 「マネ部ミーティング〜値上げに対応するには？〜」 桜木心菜、小久保柚乃 |
| 53 | 10月17日        | 「なんでインフレになっているの？」 真山りか、桜木心菜 |
| 54 | 10月24日        | 「まだ間に合う！お得な制度」 真山りか、桜木心菜 |
| 55 | 10月31日        | 「お金のプロ、FPってなぁに？」 お金に詳しい先生（日本FP協会所属公認ファイナンシャルプランナー 高村浩子） 風見和香、桜井えま                                                    |
| 56 | 11月07日        | 「FPさんに相談してみよう！」 お金に詳しい先生（日本FP協会所属CFP 高村浩子） 風見和香、桜井えま                                                                                 |
| 57 | 11月14日        | 「FPさんに相談してみよう！part２！」 お金に詳しい先生（日本FP協会所属CFP 高村浩子） 風見和香、桜井えま                                                                         |
| 58 | 11月21日        | 「為替ってなに？」 安本彩花、小林歌穂 |
| 59 | 11月28日        | 「円安ってどんな影響があるの？」 安本彩花、小林歌穂 |
| 60 | 12月05日        | 「マネ部 入部テスト！」 桜木心菜、仲村悠菜 |
| 61 | 12月12日        | 「1年をチャートで振り返ろう！」 桜木心菜、仲村悠菜 |
| 62 | 12月19日        | 「クリスマス直前！早押しクイズスペシャル！」 お金に詳しいサンタクロース（東京証券取引所 森元憲介） 中山莉子、風見和香                                                          |
| 63 | 12月26日        | 「今年を経済ニュースで振り返ろう！」 お金に詳しいサンタクロース（東京証券取引所 森元憲介） 中山莉子、風見和香                                                                  |

| #   | 放送日          | 「テーマ」・ゲスト・出演者・備考 |
| --- | --------------- | --- |
| 64  | 2023年 01月02日 | 「これぞ！相場の格言！」 真山りか、安本彩花 |
| 65  | 01月09日        | 「麦わら帽子は冬に買え」 真山りか、安本彩花 |
| 66  | 01月16日        | 「どうなってるの？日本と海外の投資事情！」 風見和香、桜井えま |
| 67  | 01月23日        | 「投資でどれだけ増えるの？」 風見和香、桜井えま |
| 68  | 01月30日        | 「どんな株に投資すればいいの？ Part1」 真山りか、小久保柚乃 |
| 69  | 02月06日        | 「どんな株に投資すればいいの？ Part2」 真山りか、小久保柚乃 |
| 70  | 02月13日        | 「会社ってどんな仕組みなの？」 風見和香、仲村悠菜 |
| 71  | 02月20日        | 「日本"株"昔話〜「どんぶらこ」の行きつく先は？〜」 風見和香、仲村悠菜 |
| 72  | 02月27日        | 「金利ってなに？」 真山りか、桜井えま |
| 73  | 03月06日        | 「日本も経済も四季がある！」 真山りか、桜井えま |
| 74  | 03月13日        | 「新 NISA ってどんな仕組み？」 小松原和仁（ウェルスナビ株式会社）、真山りか、風見和香 |
| 75  | 03月20日        | 「ロボットアドバイザーってなに？」 小松原和仁（ウェルスナビ株式会社） 真山りか、風見和香 |
| 76  | 03月27日        | 「カードゲームで学んでみよう！」 吉野由希（株式会社QUICK エンタープライズサービス開発本部） 中山莉子、仲村悠菜 |
| 77  | 04月03日        | 「カードゲームをやってみよう！」 吉野由希（株式会社QUICK エンタープライズサービス開発本部） 安藤隆弘（東京証券取引所）、中山莉子、仲村悠菜 |
| 78  | 04月10日        | 「中央銀行ってなに？」 桜木心菜、桜井えま |
| 79  | 04月17日        | 「債券ってどんな仕組み？」 桜木心菜、桜井えま |
| 80  | 04月24日        | 「決算を見てみよう！」 真山りか、桜井えま |
| 81  | 05月01日        | 「どっちの会社でしょうクイズ！」 真山りか、桜井えま |
| 82  | 05月08日        | 「GW終了スペシャル！復習会」 星名美怜、風見和香 |
| 83  | 05月15日        | 「日本"株"昔話〜見返りを求めて〜」 星名美怜、風見和香 |
| 84  | 05月22日        | 「マネ部復習会！上場とは？」 小久保柚乃、仲村悠菜 |
| 85  | 05月29日        | 「マネ部抜き打ちテスト！〜上場編〜」 小久保柚乃、仲村悠菜 |
| 86  | 06月05日        | 「リスナーの質問に答えよう！」 風見和香、桜井えま |
| 87  | 06月12日        | 「新しいNISAについて聞いてみよう！」 風見和香、桜井えま |
| 88  | 06月19日        | 「上半期ニュースを振り返ってみよう！」 真山りか、桜木心菜 |
| 89  | 06月26日        | 「もしもあの時、アレを買っていたら！」 真山りか、桜木心菜 |
| 90  | 07月03日        | 「貯金ってした方がいいの？」 桜井えま、仲村悠菜 |
| 91  | 07月10日        | 「株式の出席番号！」 桜井えま、仲村悠菜 |
| 92  | 07月17日        | 「お金の資格って何があるの？」 星名美怜、風見和香 |
| 93  | 07月24日        | 「どんな投資スタイルがいいの？」 星名美怜、風見和香 |
| 94  | 07月31日        | 「今年もやってきた夏期講習〜プランニングって難しい？〜」 星名美怜、仲村悠菜 |
| 95  | 08月07日        | 「夏休みの宿題を終わらせよう！〜作文って難しいな〜」 星名美怜、仲村悠菜 |
| 96  | 08月14日        | 「日本"株"昔話〜ピースのかけら〜」 小久保柚乃、仲村悠菜 |
| 97  | 08月21日        | 「景気ってなに？」 小久保柚乃、仲村悠菜 |
| 98  | 08月28日        | 「お金ってなに？」 中山莉子、桜井えま |
| 99  | 09月04日        | 「番宣CMをつくってみよう！」 安本彩花、中山莉子、桜井えま、仲村悠菜 放送100回記念特別企画 マネ部！特別月間 第1弾 |
| 100 | 09月11日        | 「番組グッズを考えよう！」 星名美怜、小林歌穂、桜木心菜、風見和香 放送100回記念特別企画 マネ部！特別月間 第2弾 |
| 101 | 09月18日        | 「金運アップを目指して遠足に行ってみよう！①」 安本彩花、桜木心菜、風見和香、星名美怜、桜井えま 放送100回記念特別企画 マネ部！特別月間 第3弾 18:30-19:00の30分に拡大 東京証券取引所、日証館にあるチョコレート＆アイスクリームショップ、小網神社                          |
| 102 | 09月25日        | 「金運アップを目指して遠足に行ってみよう！②」 小林歌穂、中山莉子、真山りか、小久保柚乃、仲村悠菜 放送100回記念特別企画 マネ部！特別月間 第4弾 18:30-19:00の30分に拡大 日本橋日枝神社、KABUTO ONE、兜神社、東京証券取引所                                                |
|     | 10月01日        | 私立恵比寿中学のマネ部！復習！ ダイジェスト特別番組（19:30-21:00） |
| 103 | 10月02日        | 「豚よりも牛が好き？」 安本彩花、中山莉子 |
| 104 | 10月09日        | 「物価ってなに？」 桜木心菜、風見和香 |
| 105 | 10月16日        | 「貯蓄ってどうやるの？」 真山りか、仲村悠菜 |
| 106 | 10月23日        | 「資産は上手に分散しよう」 星名美怜、風見和香 |
| 107 | 10月30日        | 「投資に役立つ指標を知ろう！」 星名美怜、風見和香 |
| 108 | 11月06日        | 「FPのススメ！」 高村浩子（日本FP協会所属CFP） 星名美怜、桜木心菜 |
| 109 | 11月13日        | 「日本と海外の違い！〜ニュージーランド編〜」 星名美怜、桜木心菜 |
| 110 | 11月20日        | 「日本"株"昔話〜藁にもすがる思い〜」 中山莉子、風見和香 |
| 111 | 11月27日        | 「まだ間に合う！ふるさと納税」 中山莉子、風見和香 |
| 112 | 12月04日        | 一般社団法人 東京国際金融機構主催 第3回若者向け金融セミナー 2023年11月18日に行われた公開録音パート アンバサダー：山之内すず、青木源太 講師：風呂内亜矢（フィナンシャルプランナー）、森永康平（株式会社マネネCEO 経済アナリスト） ゲスト：星名美怜、小久保柚乃、風見和香 |
| 113 | 12月11日        | 「新しい NISA 解禁直前スペシャル 〜おじさんに聞いてみよう part1〜」 お金に詳しいサンタさん（東京証券取引所 森元憲介） 中山莉子、桜木心菜 |
| 114 | 12月18日        | 「新しい NISA 解禁直前スペシャル 〜おじさんに聞いてみよう part2〜」 お金に詳しいサンタさん（東京証券取引所 森元憲介） 中山莉子、桜木心菜 |
| 115 | 12月25日        | 「今年の経済ニュースを振り返ろう 2023」 真山りか、小久保柚乃 |

| #   | 放送日          | 「テーマ」・ゲスト・出演者・備考 |
| --- | --------------- | --- |
| 116 | 2024年 01月01日 | 「新春スペシャル！早押し経済クイズ」 真山りか、小久保柚乃                                                                                       |
| 117 | 01月08日        | 「マネ部冬期講習 1日目！〜投資ってなに？〜」 星名美怜、仲村悠菜                                                                                 |
| 118 | 01月15日        | 「マネ部冬期講習 2日目！〜株式投資ってなに？〜」 星名美怜、仲村悠菜                                                                             |
| 119 | 01月22日        | 「マネ部冬期講習 3日目！〜株式の買い方は？〜」 星名美怜、仲村悠菜                                                                               |
| 120 | 01月29日        | 「貯蓄から投資を考えよう！」 安本彩花、中山莉子                                                                                                 |
| 121 | 02月05日        | 「まずは貯蓄から！」 安本彩花、中山莉子 |
| 122 | 02月12日        | 「どっちが正しいの？クイズ！」 風見和香、仲村悠菜                                                                                               |
| 123 | 02月19日        | 「モテる投資商品はどれだ！？」 風見和香、仲村悠菜                                                                                               |
| 124 | 02月26日        | 「カッコイイ投資用語って？」 風見和香、仲村悠菜                                                                                                 |
| 125 | 03月04日        | 「生きるって大変だなぁ〜」 真山りか、桜井えま                                                                                                   |
| 126 | 03月11日        | 「投資は自分のためだけじゃない！」 真山りか、桜井えま                                                                                           |
| 127 | 03月18日        | 「自由に生きたいな〜」 真山りか、桜井えま |
| 128 | 03月25日        | 「証券口座を開設してみよう！」 星名美怜、風見和香                                                                                               |
| 129 | 04月01日        | 「初の生放送！〜お金の失敗談から学ぼう〜」 星名美怜、桜木心菜、風見和香 18:45-19:00と19:30-19:50の2部構成で生放送                               |
| 130 | 04月08日        | 「お金のトラブルに気を付けよう！」 星名美怜、風見和香                                                                                           |
| 131 | 04月15日        | 「高校生でも投資はできる！」 桜井えま、仲村悠菜                                                                                                 |
| 132 | 04月22日        | 「株価指数ってなに？」 桜井えま、仲村悠菜 |
| 133 | 04月29日        | 「憧れの株主優待！」 桜井えま、仲村悠菜 |
| 134 | 05月06日        | 「ETFってなに？Part1」 中山莉子、小久保柚乃 |
| 135 | 05月13日        | 「ETFってなに？Part2」 中山莉子、小久保柚乃 |
| 136 | 05月20日        | 「日本"株"昔話〜ギリギリは、もうコリゴリっす〜」 小久保柚乃、仲村悠菜                                                                           |
| 137 | 05月27日        | 「抜き打ち！上場クイズ！」 小久保柚乃、仲村悠菜                                                                                                 |
| 138 | 06月03日        | 「これぞ！優待の達人〜Part1〜」 桐谷広人（投資家） 真山りか、桜井えま                                                                           |
| 139 | 06月10日        | 「これぞ！優待の達人〜Part2〜」 桐谷広人（出席番号74番） 真山りか、桜井えま                                                                     |
| 140 | 06月17日        | 「私たち、頑張ってる途中」 中山莉子、桜木心菜                                                                                                   |
| 141 | 06月24日        | 「企業も、頑張ってる途中」 中山莉子、桜木心菜                                                                                                   |
| 142 | 07月01日        | 「2024年上半期ニュース！」 小久保柚乃、桜井えま                                                                                                 |
| 143 | 07月08日        | 「なんでお札が新しくなったの？」 小久保柚乃、桜井えま                                                                                           |
| 144 | 07月15日        | 「トレンドに乗ってみよう！」 真山りか、風見和香                                                                                                 |
| 145 | 07月22日        | 「マネ部的、夏休みの過ごし方」 真山りか、風見和香                                                                                               |
| 146 | 07月29日        | 「夏期講習2024〜もしも投資にまわしていたならば〜」 安本彩花、桜井えま                                                                           |
| 147 | 08月05日        | 「夏期講習2024〜今からでも間に合う？始めるなら今！〜」 安本彩花、桜井えま                                                                       |
| 148 | 08月12日        | 「えびちゅう社会科見学〜味の素編Part1〜」 真山りか、中山莉子                                                                                    |
| 149 | 08月19日        | 「えびちゅう社会科見学〜味の素編Part2〜」 真山りか、中山莉子                                                                                    |
| 150 | 08月26日        | 「投資の心得〜動じない心〜」 中山莉子、小久保柚乃                                                                                               |
| 151 | 09月02日        | 日本経済新聞社主催「日経IR・個人投資家フェア2024」 2024年8月24日に開催された公開ラジオ収録（日本取引所グループ）の模様を放送 中山莉子、風見和香 |
| 152 | 09月09日        | 「利上げ・利下げってなに？」 中山莉子、小久保柚乃                                                                                               |
| 153 | 09月16日        | 「投資って本当に必要なの？」 星名美怜、小林歌穂                                                                                                 |
| 154 | 09月23日        | 「ピンチはチャンス！」 星名美怜、小林歌穂 |
| 155 | 09月30日        | 「相場の真理を見抜け！相場格言クイズ」 真山りか、小久保柚乃                                                                                     |
| 156 | 10月07日        | 「ETFもいいかも？」 真山りか、小久保柚乃 |
| 157 | 10月14日        | 「日本"株"昔話〜人も株も、寝かせるほど良く育つ〜」 桜木心菜、風見和香                                                                           |
| 158 | 10月21日        | 「REITってなに？」 桜木心菜、風見和香 |
| 159 | 10月28日        | 「経済指標ってなに？」 星名美怜、桜井えま |
| 160 | 11月04日        | 「高配当株を狙え！」 星名美怜、桜井えま |
| 161 | 11月11日        | 「かば子さん、いらっしゃ〜い！ パート1」 真山りか、小久保柚乃                                                                                   |
| 162 | 11月18日        | 「かば子さん、いらっしゃ〜い！ パート2」 真山りか、小久保柚乃                                                                                   |
| 163 | 11月25日        | 「ふるさと納税 〇×クイズ！」 中山莉子、風見和香                                                                                                 |
| 164 | 12月02日        | 「臨時収入は賢く使おう！」 中山莉子、風見和香                                                                                                   |
| 165 | 12月09日        | 「オルカンってなに？」 真山りか、安本彩花 |
| 166 | 12月16日        | 「投資っていつ始めればいいの？」 真山りか、安本彩花                                                                                             |
| 167 | 12月23日        | 「新NISA元年 振り返り！」 中山莉子、風見和香 |
| 168 | 12月30日        | 「今年の経済ニュースを振り返ろう 2024！」 中山莉子、風見和香                                                                                    |

| #   | 放送日          | 「テーマ」・ゲスト・出演者・備考                                                       |
| --- | --------------- | -------------------------------------------------------------------------------------- |
| 169 | 2025年 01月06日 | 「年明けお年玉スベシャル第1弾！〜新春マネー川柳〜」 安本彩花、中山莉子                 |
| 170 | 01月13日        | 「年明けお年玉スベシャル第2弾！〜新成人に送る、お金のアドバイス〜」 安本彩花、中山莉子 |
| 171 | 01月20日        | 「年明けお年玉スベシャル第3弾！〜最近これ、高くない？選手権！！〜」 安本彩花、中山莉子 |
| 172 | 01月27日        | 「成人になったらできることクイズ！」 真山りか、桜木心菜                                |
| 173 | 02月03日        | 「年金だけで大丈夫？」 真山りか、桜木心菜                                              |
| 174 | 02月10日        | 「iDeCoってどんな仕組み？」 中山莉子、桜井えま                                         |
| 175 | 02月17日        | 「どうやって無駄遣いを減らせばいいの？」 中山莉子、桜井えま                            |
| 176 | 02月24日        | 「日本"株"昔話～一発逆転を狙え～」 真山りか、小林歌穂                                  |
| 177 | 03月03日        | 「年度末抜き打ちテスト！」 真山りか、小林歌穂                                          |
| 178 | 03月10日        | 「まだ間に合う？確定申告！」 小久保柚乃、桜井えま                                      |
| 179 | 03月17日        | 「15分拡大スペシャル！」 希山愛さん、春乃きいな（ばってん少女隊） 風見和香、仲村悠菜   |
| 180 | 03月24日        | 「お金に強くなれる資格ってなに？」 小久保柚乃、桜井えま                                |
| 181 | 03月31日        | 「なんでお金の勉強が必要なの？」 風見和香、仲村悠菜                                    |
| 182 | 04月07日        | 「モリケン出前講座！〜金融教育の大切さ〜」 安本彩花、桜井えま                          |
| 183 | 04月14日        | 「関税ってなに？」 安本彩花、桜井えま                                                  |
| 184 | 04月21日        | 「祝！社会人デビュー！ 〜どうする？ 初任給の使い道〜」 真山りか、仲村悠菜              |
| 185 | 04月28日        | 「祝！もうすぐ18歳！ 〜投資デビューをしてみよう！〜」 真山りか、仲村悠菜               |
| 186 | 05月05日        | 「波乱相場の心得」 小久保柚乃、桜井えま                                                |
| 187 | 05月12日        | 「名目賃金・実質賃金ってなに？」 小久保柚乃、桜井えま                                  |
| 188 | 05月19日        | 「エンゲル係数って何％？ 〜私、食べすぎですか？〜」 桜木心菜、風見和香                 |
| 189 | 05月26日        | 「株式だけじゃない！ 〜広く投資をしてみよう！〜」 桜木心菜、風見和香                   |
| 190 | 06月02日        | 「ファンになっちゃう企業の取り組みって？」 真山りか、小林歌穂                          |
| 191 | 06月09日        | 「万博で経済って動くの？」 真山りか、小林歌穂                                          |
| 192 | 06月16日        | 「これから投資を始める人に知ってほしいこと！」 安本彩花、仲村悠菜                      |
| 193 | 06月23日        | 「ローンについて知っておこう！」 安本彩花、仲村悠菜                                    |
| 194 | 06月30日        | 「家計管理の大切さって？ Part1」 中山莉子、桜井えま                                    |
| 195 | 07月07日        | 「家計管理の大切さって？ Part2」 中山莉子、桜井えま                                    |
| 196 | 07月14日        | 「1億円を築くには！」 安本彩花、風見和香                                               |
| 197 | 07月21日        | 「リスクが低い投資って？」 安本彩花、風見和香                                          |
| 198 | 07月28日        | 「上場ってなんだっけ？」 小久保柚乃、仲村悠菜                                          |
| 199 | 08月04日        | 「上場の条件って？」 小久保柚乃、仲村悠菜                                              |
|     | 08月07日        | 東証Arrowsにて放送200回記念 公開録音イベントを開催 真山りか、風見和香、仲村悠菜        |
| 200 | 08月11日        |                                                                                        |
| 201 | 08月18日        |                                                                                        |
| 202 | 08月25日        |                                                                                        |